# Zorzines orientalis
Zorzines orientalis là một loài bướm đêm trong họ Noctuidae.